# MaK 1200 D
Unter der Bezeichnung MaK 1200 D baute die Firma MaK ab 1957 vierachsige Dieselloks mit Stangenantrieb. Bis 1966 wurden insgesamt 14 Exemplare gebaut. Es handelt sich hierbei um die leistungsstärksten Lokomotiven des als MaK-Stangenlokomotiven bekannt gewordenen ersten Nachkriegs-Typenprogramms der Firma MaK.

## Technik

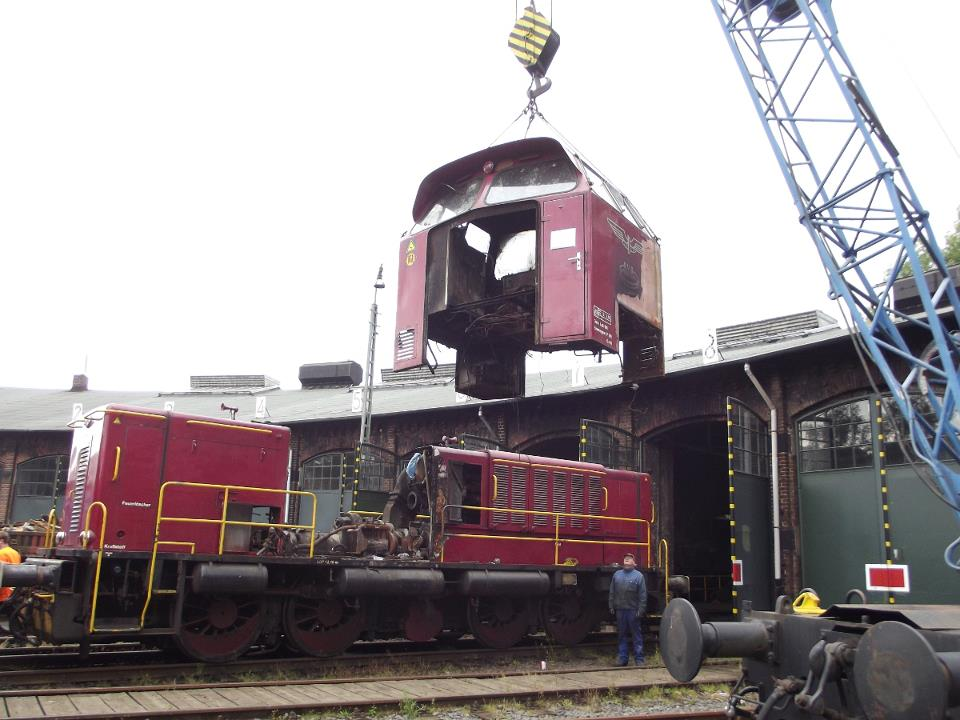
Lok 120 051 beim Abheben des Führerhauses im Eisenbahnmuseum Dieringhausen

Die eingebauten Achtzylinder-Motoren des Typ MaK MA 301 FAK leisten 1200 PS (882 kW) bei 1000/min und sind mit Abgasturboladern von BBC ausgerüstet. Die Lokomotiven erreichen je nach Getriebeeinstellung Geschwindigkeiten von 63 bis 66 km/h bei einer Dienstmasse von 60 bis 80 t. Der Tankinhalt beträgt 1500 Liter. Gestartet wird der Dieselmotor durch einen Druckluftanlasser, der aus zwei 30-bar-Druckluftflaschen gespeist wird, die im hinteren Vorbau der Maschine gelagert werden. Die Maschinen gelten auch heute noch als äußerst zuverlässig und robust, was nicht zuletzt an der einfachen Technik liegen mag.

## Einsatz

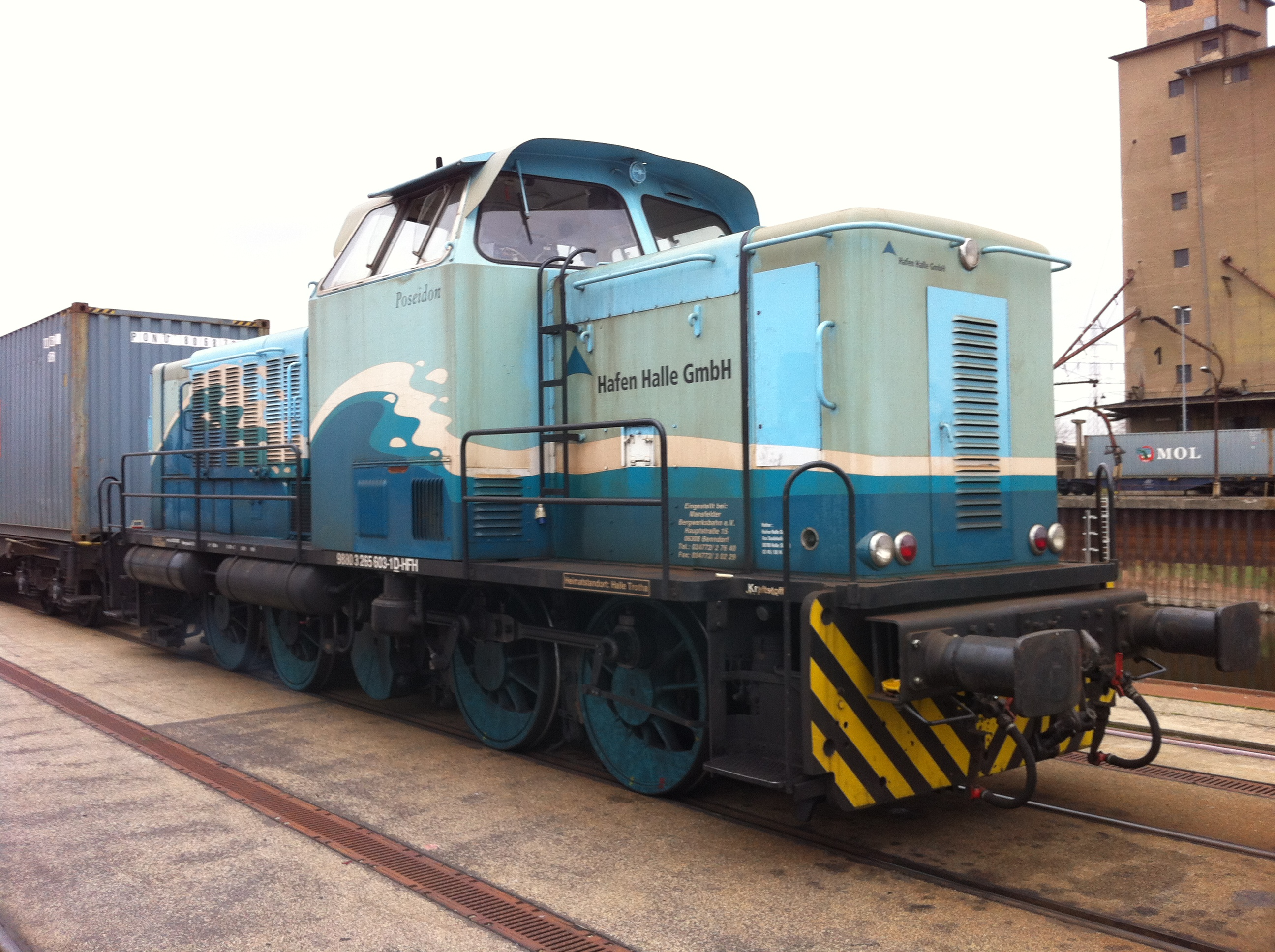
MaK 1200 D "Poseidon" der Hafenbahn Halle

Zwei Bahngesellschaften erhielten größere Lieferungen des Typs 1200 D: Von den 15 gebauten Exemplaren wurden vier an die Osthannoverschen Eisenbahnen (OHE) und vier an die Wanne-Bochum-Herner Eisenbahn (WBHE), Vorgänger der Wanne-Herner Eisenbahn und Hafen (WHE), ausgeliefert. Weitere drei Exemplare gingen an verschiedene Tochtergesellschaften der DEG.
Zunächst wurden die Lokomotiven vor allem im schweren Güter- und Sonderzugdienst, aber auch vor Personenzügen eingesetzt. Nach der Einstellung des Personenverkehrs und der Beschaffung leistungsstärkerer Loks wurden die Maschinen nach und nach abgelöst und an andere Gesellschaften verkauft oder verschrottet.
Im Jahre 2005 wurde bei der OHE die letzte Maschine dieses Typs, die sich noch bei ihrem ersten Eigentümer befand, abgestellt und verkauft. Sie gelangte über die AVG (Einsatz vor allem im Raum Magdeburg) an die Timper Dehn Lokvermietung GbR und ist im Eisenbahnmuseum Dieringhausen untergestellt. Eine weitere Maschine wird im Hafen Halle im Rangierdienst verwendet. Das Eisenbahnmuseum Darmstadt-Kranichstein besitzt ebenfalls eine MaK 1200 D, die zuvor bei der BSE, der RStE und der WEG im Einsatz stand. Weitere sechs Maschinen sind heute in Italien bei verschiedenen Gleisbaufirmen im Einsatz, eine Maschine findet sich in der Schweiz ebenfalls bei einer Baufirma.
| Liste der MaK 1200 D |         |                   |                                                                              |                         |                                                                                  |
| Fabriknummer         | Baujahr | Erster Eigentümer | Verbleib                                                                     | Fahrzeugregisternummer  | Anmerkungen                                                                      |
| 1000016              | 1959    | OHE „120051“      | Timper Dehn Lokvermietung GbR „120 051“                                      | 98 80 3265 601-5 D-?    | 2005–2010: HEG „V. 01“ 2010–2012 AVG „265 601“ 2011 Brandanschlag im Führerstand |
| 1000018              | 1959    | HPKE „V 121“      | Cooperativa Lavori Ferroviari (I) „9“                                        |                         | 1965: TWE „V121“; 1978: WHE „21“                                                 |
| 1000045              | 1961    | OHE „120052“      | 1997 verschrottet                                                            |                         |                                                                                  |
| 1000054              | 1961    | Röchling „4“      | 1994 verschrottet                                                            |                         | 1982: Arbed „75“; 1975: Saarstahl „75“                                           |
| 1000057              | 1961    | BSE „V 122“       | DME „V 122“                                                                  | 98 80 3 265 602-3 D-DME | 1971: RStE „V 122“; 1995: DEG „V 122“                                            |
| 1000058              | 1962    | WLE „VL 0651“     | Cooperativa Lavori Ferroviari (I) „22“                                       |                         | 1985: RVM „V 27“                                                                 |
| 1000152              | 1962    | TWE „V 123“       | Fersalento S.r.L. (I) „T 6533“                                               |                         |                                                                                  |
| 1000154              | 1962    | WBHE „13“         | Valditerra Lavori Ferroviari S.p.A. (I) „T 1560“                             |                         | 1980: MaK „13“ (Mietlok)                                                         |
| 1000155              | 1963    | OHE „120053“      | Impresa Angelo Mazzi C.G.F. S.r.l. (I) „DD FMT VR 0023 K“                    |                         |                                                                                  |
| 1000156              | 1963    | OHE „120054“      | „Poseidon“, Hafenbahn Halle-Trotha des CTHS Container Terminal Halle (Saale) | 98 80 3265 603-1 D-HFH  | 2005: DLFS „120054“                                                              |
| 1000157              | 1963    | HzL „V 121“       | 1997 verschrottet                                                            |                         | 1995: OHE (Ersatzteilspender)                                                    |
| 1000249              | 1964    | WBHE „V 14“       | an Ar.Fer. S.r.L. (I) „DD FMT VR 0106 P“                                     |                         | 1984: Scala Virgilio & Figli (I) „T 4057“                                        |
| 1000250              | 1964    | WBHE „V 15“       | Sersa AG (CH) „Bm 847 959-4“                                                 |                         | 1989: LSB (CH) (Mietlok)                                                         |
| 1000251              | 1964    | WBHE „V 16“       | Costruzioni Linee Ferroviarie s.p.A. (I) „3“                                 |                         | 1986: Impresa Baldi (I) „T 3724“                                                 |
| 1000252              | 1965    | Röchling „10“     | 1995 verschrottet                                                            |                         | 1982: Arbed „74“; 1975: Saarstahl „74“                                           |